# Never let you go
„Never let you go“ е песента за Евровизия 2006 на Русия в изпълнение на руския поп изпълнител Дима Билан.
Класира се на второ място (след финландската песен). Наградена e с 12 точки от Армения, Беларус, Финландия, Израел, Латвия, Литва и Украйна. Единствено Монако и Швейцария не дават нито 1 точка за песента.
Тя има и руска версия със заглавие „Так устроен этот мир“. Точно заради тази песен Дима Билан взима наградата на MTV за най-популярен руски певец в света за 2006 година.